# Matthews Southern Comfort
Matthews Southern Comfort is een Britse folkband rond zanger Iain Matthews, opgericht in 1970. De band werd opgericht zodat Matthews op tournee kon gaan ter support van zijn album Matthews' Southern Comfort nadat hij zijn vorige band Fairport Convention had verlaten. Dat jaar kwamen nog twee albums van de groep uit, Second Spring en Later That Same Year, voordat deze uiteenviel, precies op het moment dat hun cover van "Woodstock" van Joni Mitchell een nummer 1-hit in hun thuisland werd.
In 2010 blies Matthews de groep nieuw leven in na een carrière als solo-artiest in de Verenigde Staten. De nieuwe Matthews Southern Comfort opereert vanuit Nederland en bestaat naast Matthews voornamelijk uit Nederlandse muzikanten. In deze vorm werden vijf albums uitgebracht.

## Carrière

### Jaren '70
Tussen 1967 en 1969 was Matthews een van de zangers van Fairport Convention, een band in het singer-songwritergenre met wie hij twee albums uitbracht. Tijdens de opnamen van het derde album ging de band een andere muzikale richting op met folkmuziek, waar Matthews zich niet in thuisvoelde en vervolgens de groep verliet. In de zomer van 1969 nam hij, na advies van radio-dj John Peel, zijn eerste solo-album Matthews' Southern Comfort op. Op dit album waren ook ex-Fairport-collega's Ashley Hutchings, Simon Nicol en Richard Thompson te horen, alsmede Fotheringay-drummer Gerry Conway.
In januari 1970 verscheen het album Matthews' Southern Comfort via platenlabel Uni Records. De gelijknamige band bestond op dat moment nog niet en Matthews was er nog niet klaar voor om solo op tournee gegaan, waarop hij een titel koos die op een bandnaam leek. De naam is afkomstig van het lied "Southern Comfort" van het Canadese folkduo Ian & Sylvia.
Begin 1970 woonde Matthews op aanraden van percussionist Marc Ellington, die ook op zijn album te horen was, een optreden van Harsh Reality bij, een band die op het punt stond om door platenlabel Philips op straat te worden gezet. Matthews besloot om gitaristen Mark Griffiths en Carl Barnwell en drummer Roger Swallow in te lijven als leden van Matthews Southern Comfort. Daarnaast maakten ook steelgitarist Gordon Huntley en basgitarist Pete Watkins deel uit van de band. Watkins verliet de groep al snel om zich op zijn studie te richten, waarop hij werd vervangen door voormalig Spooky Tooth-lid Andy Leigh. Swallow verliet de groep eveneens; hij werd vervangen door The Marmalade-lid Ray Duffy.
In deze samenstelling nam Matthews Southern Comfort de albums Second Spring en Later That Same Year op. De groep ging veel op tournee door het Verenigd Koninkrijk. Ook werden voor de BBC negen radio-optredens gegeven, die gedurende 1970 werden uitgezonden. De single "Woodstock", een cover van Joni Mitchell, zorgde ervoor dat de band grote bekendheid kreeg. Het bereikte de nummer 1-positie in de Britse UK Singles Chart en kwam wereldwijd in de hitlijsten terecht. Het idee om het lied te coveren ontstond toen de band bij een BBC-sessie een nummer tekort kwam en bleek dat de versie van Mitchell een van Matthews favoriete liedjes van het moment was. Deze versie sloeg aan bij het publiek, waarop de band een studioversie van het lied opnam en uitbracht op Later That Same Year.
Matthews was niet blij met het hitsucces van "Woodstock", aangezien hij geen fan was van de vele media-aandacht en contractuele verplichtingen. Ook was hij niet blij dat hij het stempel van een countryrockband kreeg opgeplakt. Kort voor een optreden in Birmingham verliet hij abrupt de band en keerde hij terug naar Londen. De rest van de band speelde nog twee concerten zonder hun frontman voordat zij ook stopten. Matthews ging verder als solo-artiest en verhuisde in 1973 naar de Verenigde Staten.

### Tweede leven
In 2000 keerde Matthews terug naar Europa en ging hij in Nederland wonen. In 2005 probeerde hij na een tournee met pianist Mike Roelofs en gitarist Richard Kennedy nieuw leven in Matthews Southern Comfort te blazen. Er werd een album opgenomen en een tournee gepland, maar Matthews voelde zich niet goed over het resultaat en de terugkeer van de groep ging niet door. In 2010 kwam hij de opnames weer tegen en bedacht hij dat zijn zorgen onterecht waren, waarop hij de nummers afmaakte en uitbracht op het album Kind of New. De band ging op tournee door Duitsland, Nederland en het Verenigd Koninkrijk en bracht tevens het live-album Kind of Live uit.
In 2017 keerde Matthews Southern Comfort na een pauze van zes jaar terug. Ditmaal bestond de groep naast Matthews volledig uit Nederlandse muzikanten: gitaristen BJ Baartmans en Eric Devries en toetsenist Bart de Win. In deze samenstelling ging de band op tournee en nam het de albums Like a Radio (2018) en The New Mine (2020) op. Als reactie op de coronapandemie werd in 2020 tevens de single "Hey Superman" uitgebracht. In 2023 verscheen The Woodstock Album, waarop de band vijftien liedjes van artiesten die in 1969 op het muziekfestival Woodstock optraden had gecoverd.

## Bezetting

### Huidige leden
- Iain Matthews: zang, gitaar
- BJ Baartmans: elektrische gitaar, mandoline
- Eric Devries: gitaar, zang
- Bart de Win: keyboards

### Voormalige leden
- Mark Griffiths: gitaar
- Carl Barnwell: slaggitaar
- Gordon Huntley: steelgitaar
- Pete Watkins: basgitaar
- Roger Swallow: drums
- Andy Leigh: basgitaar
- Ray Duffy: drums
- Terri Binion: zang
- Richard Kennedy: gitaar
- Mike Roelofs: piano
- Elly Kellner: zang

## Discografie

### Studioalbums
- 1969: Matthews' Southern Comfort
- 1970: Second Spring
- 1970: Later That Same Year
- 2010: Kind of New
- 2018: Like a Radio
- 2020: The New Mine
- 2023: The Woodstock Album

### Verzamelalbums
- 1970: One, Two, Three... Too Good! (Duitsland)
- 1971: The Best of Matthews Southern Comfort (Japan)
- 1974: Best of Matthews Southern Comfort
- 1979: Ian Matthews' Best in Early 70s (Japan)
- 1987: Matthews Southern Comfort Meet Southern Comfort
- 1994: Scion
- 1997: The Essential Collection

### Livealbums
- 2009: Fairport Convention & Matthews Southern Comfort
- 2011: Kind of Live
- 2017: Matthews Southern Comfort: A Simple History Vol. 1

### Extended plays
- 2018: Bits and Pieces

### Singles
- 1970: "Woodstock"
- 1970: "Colorado Springs Eternal"
- 1970: "Ballad of Obray Ramsey"
- 1970: "Fly Pigeon Fly"
- 1971: "Mare, Take Me Home"
- 1971: "Tell Me Why"

### Hitnoteringen

#### Singles
| Single met eventuele hitnotering(en) in de Nederlandse Top 40 | Datum van verschijnen | Datum van binnenkomst | Hoogste positie | Aantal weken | Opmerkingen                     |
| ------------------------------------------------------------- | --------------------- | --------------------- | --------------- | ------------ | ------------------------------- |
| Woodstock                                                     |                       | 28-11-1970            | 21              | 8            | Nr. 17 in de Hilversum 3 Top 30 |
| I Sure Like Your Smile                                        |                       | 03-07-1971            | tip11           | -            |                                 |
| Mare, Take Me Home                                            |                       | 16-10-1971            | tip7            | -            |                                 |

#### NPO Radio 2 Top 2000
| Nummer met noteringen in de NPO Radio 2 Top 2000 | '99  | '00 | '01  | '02 | '03  | '04-'06 | '07  |
| ------------------------------------------------ | ---- | --- | ---- | --- | ---- | ------- | ---- |
| Woodstock                                        | 1459 | -   | 1422 | -   | 1784 | -       | 1892 |

1. ↑  Een '-' betekent dat het nummer niet was genoteerd en een vetgedrukt getal geeft de hoogste notering aan.
2. ↑  Deze tabel is bijgewerkt tot en met de laatste editie (2024).